# جواد وادوش
جواد وادوش لاعب كرة قدم مغربي ينشط في جبهة الهجوم ولد بمدينة قصبة تادلة، المغرب في 4 أكتوبر 1981 ، يلعب لنادي الوداد الرياضي الفاسي منذ سبتمبر 2012 قادماً إليه من نادي الإمارات الإماراتي في تجربة فاشلة، بدأ مسيرته مع نادي شباب قصبة تادلة الذي غادره سنة 2003 في اتجاه نادي الجيش الملكي الذي تألق رفقته وصنع له إسما ضمن نجوم الدوري المغربي حيث فاز معه بـ 8 ألقاب مختلفة وتوج هدافاً للدوري مرتين بألوانه وسجل له 66 هدفاً في مختلف المسابقات قبل أن يغادره سنة 2011 ليخوض أول تجربة احترافية وكانت مع نادي الإمارات لكنها لم تكلل بالنجاح حيث تم استبعاده من التشكيلة الأساسية للنادي لأسباب غير معروفة ثم قرر العودة إلى المغرب من بوابة الوداد الفاسي.
كما سبق له لعب 3 مباريات دولية مع أسود الأطلس في الفترة مابين 2005 و2007 وسجل هدفاً واحداً كان في مباراة ودية ضد الغابون بتاريخ 15 نوفمبر 2006 والتي انتهت بتفوق الأسود 6-0 .

## أرقام
- لعب للجيش الملكي 8 سنوات من 2003 إلى 2011 سجل له خلالها 66 هدفاً موزعة على الدوري المغربي 45 هدف وكأس العرش 8 أهداف ثم 13 هدفاً في الكؤوس الإفريقية.

## الألقاب
الشخصية
- هداف الدوري المغربي موسم 2006/2007 بـ 12 هدف
- هداف الدوري المغربي موسم 2010/2011 بـ 11 هدف

رفقة الجيش الملكي
- الدوري المغربي (2 مرتين) : 2005 ، 2008
- كأس العرش (5 مرات) : 2003 ، 2004 ، 2007 ، 2008 ، 2009
- كأس الكونفدرالية الإفريقية (1 مرة واحدة) : 2005

## روابط خارجية
- جواد وادوش على موقع قاعدة بيانات كرة القدم.إي يو (الإنجليزية)
- جواد وادوش على موقع ناشيونال فوتبول تيمز (الإنجليزية)
- جواد وادوش على موقع كووورة